# "Weird Al" Yankovic (álbum)
"Weird Al" Yankovic é o álbum de estreia do músico norte-americano homônimo. Foi lançado em 1983 pela gravadora Rock 'n Roll Records. Foi lançado em LP e cassete em 1991 pela Rock 'n Roll e em CD em 1991 pela Volcano Records.
Uma paródia foi gravada ("It's Still Billy Joel To Me" Paródia de "It's Still Rock And Roll To Me", de Billy Joel), mas removida da lista.
Desconfia-se da paródia ser considerada "datada", então a faixa é sempre tocada na época do natal na rede de rádios do Dr. Demento. É uma das canções raras de Yankovic.
Outra paródia removida da lista foi "Yoda" paródia de The Kinks - "Lola" mas os editores do The Kinks adiaram o lançamento, então a faixa foi lançada no seu terceiro álbum de estúdio "Dare to Be Stupid" em 1985
Neste álbum, "Weird Al" apresenta sete canções originais e cinco paródias.

## Faixas
| Faixa | Nome                                                                  | Duração | Paródia de                                        | Descrição |
| ----- | --------------------------------------------------------------------- | ------- | ------------------------------------------------- | --- |
| 1     | "Ricky"                                                               | 2:36    | "Mickey" por Toni Basil                           | Um ode a I Love Lucy com Yankovic tocando como Ricky Ricardo e Tress MacNeille como Lucy McGillicuddy Ricardo.                                                     |
| 2     | "Gotta Boogie" (Tenho Que Dançar)                                     | 2:14    | Original                                          | Um jogo de palavras discutindo um homem com um muco no seu dedo.                                                                                                   |
| 3     | "I Love Rocky Road" (Eu amo Rocky Road)                               | 2:36    | "I Love Rock and Roll", por Joan Jett             | O narrador expressa seu sentimentos ao sorvete sabor rocky road.                                                                                                   |
| 4     | "Buckingham Blues" (Blues de Buckingham)                              | 3:13    | Original                                          | Um blues satirizando o estilo de vida do Príncipe Charles e Princesa Diana do País de Gales..                                                                      |
| 5     | "Happy Birthday" ("Feliz Aniversário")                                | 2:28    | Original                                          | Uma canção de aniversário detalhando problemas do mundo, como pobreza, holocausto nuclear e o fim do sol                                                           |
| 6     | "Stop Draggin' My Car Around"(Pare de arrastar meu carro)             | 3:16    | "Stop Draggin' My Heart Around", por Stevie Nicks | Um homem lamenta ter que salvar seu carro Plymouth várias vezes de ser vendido após guinchamentos por estacionar em local proibido, vergonha e falta de pagamento. |
| 7     | "My Bologna" (Minha Mortadela)                                        | 2:01    | "My Sharona", por The Knack                       | o narrador fala de sua obsessão pela salsicha de Bologna. |
| 8     | "The Check's in the Mail." (Os Cheques no Correio)                    | 3:13    | Original                                          | A letra fala de mentiras relacionadas aos negócios. |
| 9     | "Another One Rides the Bus" (Mais Um Anda no Ônibus)                  | 2:40    | "Another One Bites the Dust", por Queen           | Fala de um ônibus urbano lotado. |
| 10    | "I'll Be Mellow When I'm Dead" (Vou Suavizar Quando Eu Estiver Morto) | 3:39    | Original                                          | A canção rejeita as atitudes típicas dos hippies/yuppies. |
| 11    | "Such a Groovy Guy" (Um Cara Tão Legal)                               | 3:02    | Original                                          | Narcisismo narrado tratando de moda, comportamento, dominação e submissão.                                                                                         |
| 12    | "Mr. Frump in the Iron Lung" (Sr Frump Em Um Pulmão De Ferro)         | 1:54    | Original                                          | A canção descreve a relação tortuosa entre o narrador e o "Mr. Frump" no seu pulmão de aço até a morte deste último.                                               |

## Promoção e turnê
Para promover o álbum, as músicas "Ricky", "I love Rocky Road" e "Another one rides the bus" foram lançadas como singles acompanhados de vídeos musicais.. Yankovic embarcou em sua primeira turnê oficial, oficialmente chamada de "An Evening of Dementia with Dr. Demento in Person Plus "Weird Al" Yankovic" ou "The First Tour", que começou em the Bottom Line em Cidade de Nova York em 21 de maio de 1983 e terminou em 10 de junho de 1983 no Mickey's em Milwaukee.
| Data                | Cidade           | País             | Local             |
| América do norte    | América do norte | América do norte | América do norte  |
| ------------------- | ---------------- | ---------------- | ----------------- |
| 21 de Maio de 1983  | New York City    | Estados Unidos   | The Bottom Line   |
| 22 de Maio de 1983  | Roslyn           | Estados Unidos   | My Father's Place |
| 24 de Maio de 1983  | New Haven        | Estados Unidos   | Toad's Place      |
| 26 de Maio de 1983  | Boston           | Estados Unidos   | Jonathan Swift's  |
| 28 de Maio de 1983  | Syracuse         | Estados Unidos   | Lost Horizon      |
| 31 de Maio de 1983  | Rochester        | Estados Unidos   | Red Creek         |
| 1° de Junho de 1983 | Buffalo          | Estados Unidos   | Tralfamadore      |
| 3 de Junho de 1983  | Toronto          | Canada           | El Mocambo        |
| 8 de Junho de 1983  | Cleveland        | Estados Unidos   | Agora Ballroom    |
| 9 de Junho de 1983  | Chicago          | Estados Unidos   | Park West         |
| 10 de Junho de 1983 | Milwaukee        | Estados Unidos   | Mickey's          |

## Paradas
| Parada (1983) | Melhor posição |
| ------------- | -------------- |
| Billboard     | 139            |

| Ano  | Single                      | Parada                | Máxima posição |
| ---- | --------------------------- | --------------------- | -------------- |
| 1981 | "Another One Rides the Bus" | U.S. Billboard charts | 104            |
| 1983 | "Ricky"                     | Billboard charts      | 63             |
| 1983 | "I Love Rocky Road"         | Billboard charts      | 106            |

## Formação
- "Weird Al" Yankovic - acordeão, voz[17]
- Steve Jay - baixo[17]
- Jon "Bermuda" Schwartz - bateria, percussão[17]
- Richard Bennett - banjo, ukelele, guitarra[17]
- William K. Anderson - saxofone, gaita[17]
- Joel Miller - bongos[17]
- Mike Kieffer - percussão[17]
- Dorothy Remsen - harpa[17]
- Tress MacNeille - voz de Lucy McGillicuddy Ricardo[3]
- Dawn Smithey, Zaidee Cole, and Joan Manners - vocais[17]

Os créditos desse álbum também agradecem especialmente a Jim West. Jim tocava guitarra para "Weird Al" e sua banda em shows, mas não estava presente durante a gravação do álbum.

## Another One Rides the Bus (EP)
Another One Rides the Bus (Mais Um Anda no Ônibus) é o EP que precedeu o álbum  "Weird Al" Yankovic. O álbum é muito raro, tendo apenas mil cópias. Todas as canções foram regravadas para o álbum, com exceção da faixa-título, cuja versão única é utilizada tanto no EP quanto no álbum.

### Faixas
1. "Another One Rides the Bus" – 2:36
2. "Happy Birthday" – 2:36
3. "Gotta Boogie" – 2:21
4. "Mr. Frump in the Iron Lung" – 1:55

### Formação
- "Weird Al" Yankovic - acordeão, voz, vocais.
- Richard Bennett - baixo, banjo, ukelele, guitarra
- Jon "Bermuda" Schwartz - bateria, percussão, vocais
- Joel Miller - bongos
- Dr. Demento - vocais
- Dan Hollombe - vocais
- Sue Lubin - vocais